# Rocca Pietore
 Rocca Pietore (ladinisch La Ròcia, deutsch Rukepraun) ist eine Gemeinde mit 1142 Einwohnern (Stand 31. Dezember 2023) in der italienischen Provinz Belluno, Region Venetien südwestlich von Cortina d’Ampezzo. Ein Ortsteil der Gemeinde ist die Skistation Malga Ciapela am Fuße der Marmolata. Nachbargemeinden sind Alleghe, Canale d’Agordo, Canazei, Colle Santa Lucia, Falcade, Livinallongo del Col di Lana, Sèn Jan di Fassa, San Tomaso Agordino, Soraga und Vallada Agordina.
Die Fraktion Sottoguda ist seit 2016 Mitglied der Vereinigung  I borghi più belli d’Italia (Die schönsten Orte Italiens).

## Ortsteile
Zur Gemeinde gehören die folgenden Ortsteile (in Klammern die ladinische Bezeichnung):
- Bosco Verde
- Bramezza (Bremeza)
- Caracoi Agoin (Caracogn Agoin)
- Caracoi Cimai (Caracogn Zimai)
- Col di Laste
- Col Di Rocca (Còl de Ròcia)
- Condio (Congiuo)
- Dagai (Daghè)
- Davare
- Digonera
- Laste di Sopra (Laste de Sora)
- Laste di Sotto (Laste de Sot)
- Le Coste
- Malga Ciapela
- Masarè
- Moè di Laste (Muiei)
- Molin
- Pian
- Palue
- Pezzè (Pezéi)

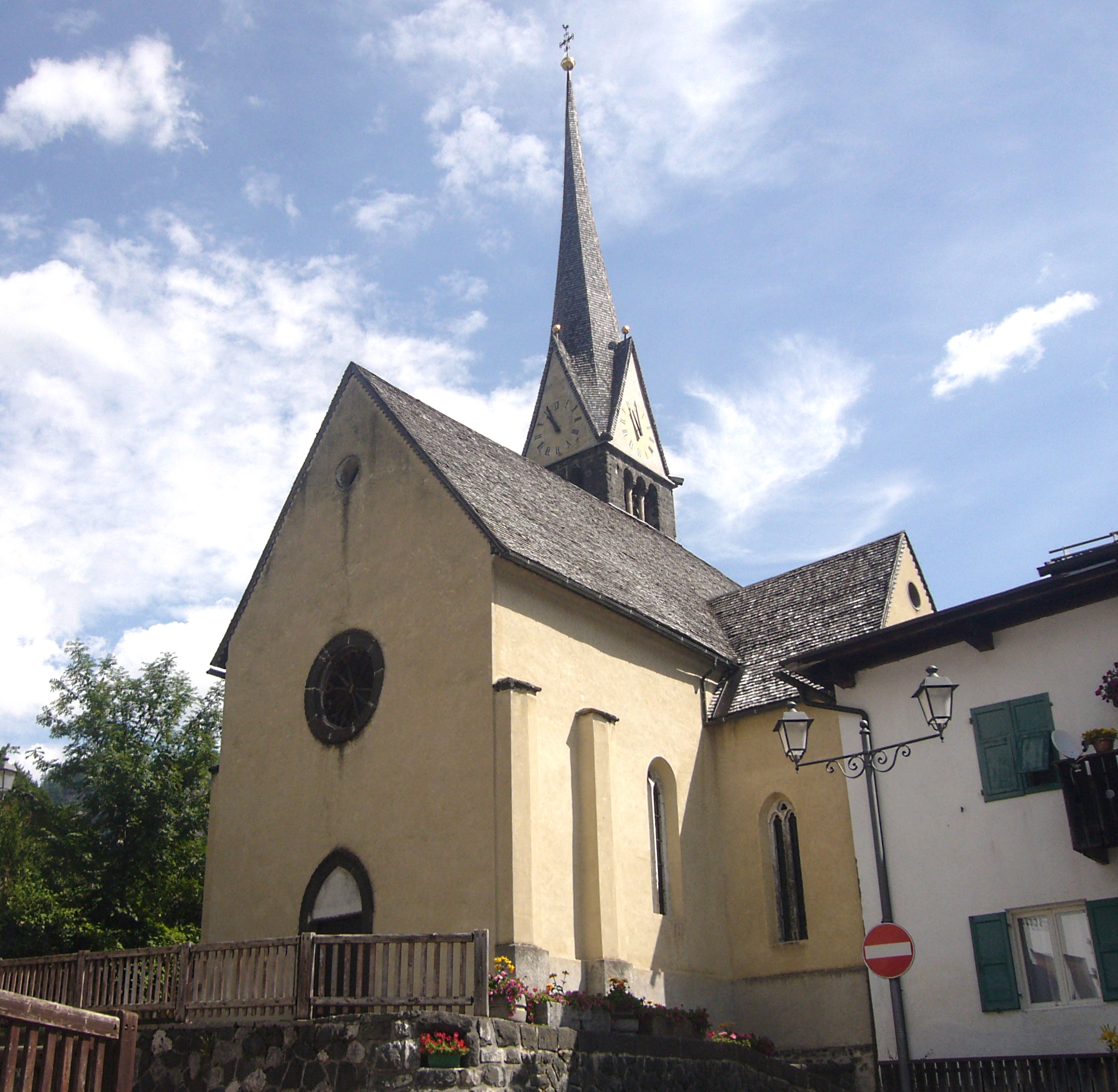
Pfarrkirche Rocca Pietore

- Rocca Pietore (Ròća, Kernort, Gemeindeverwaltung)
- Ronch
- Santa Maria Delle Grazie (Zernade) Blick auf das verschneite Santa Maria delle Grazie

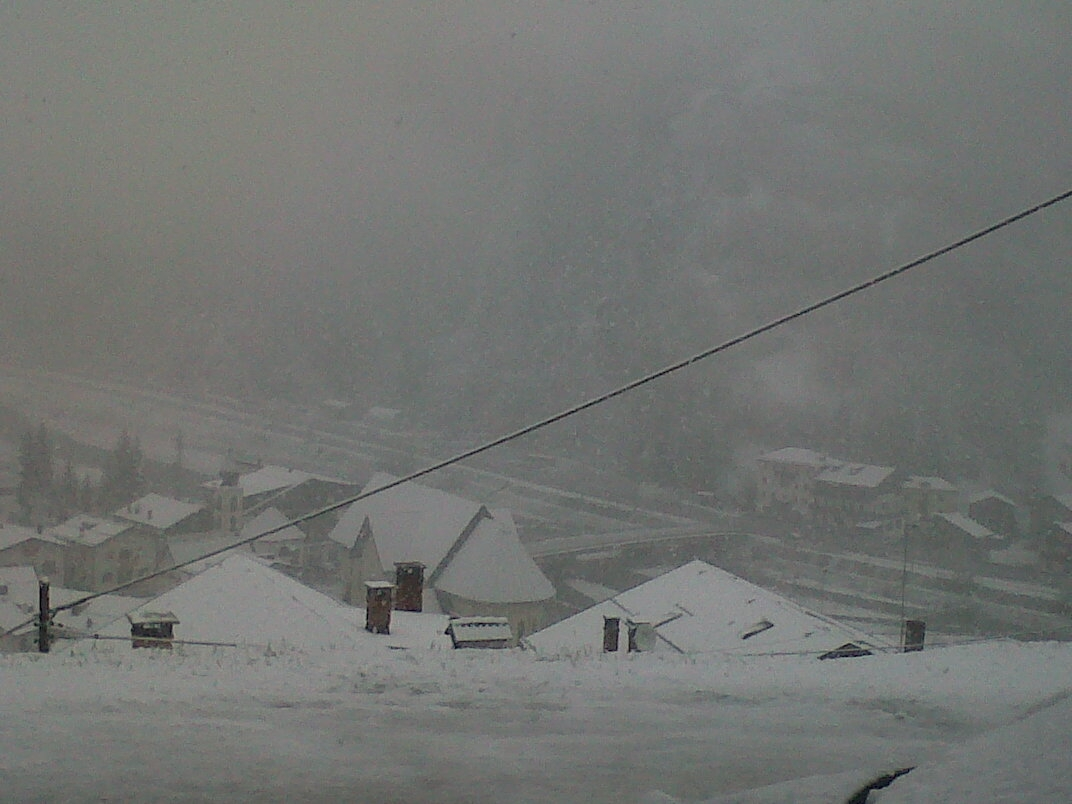
Blick auf das verschneite Santa Maria delle Grazie

- Saviner di Calloneghe (Savinei)
- Saviner di Laste (Savinei)
- Soppera (Sopiera)
- Sopracordevole (Soracordol)
- Sorarù
- Sottoguda (Staguda)
- Troi
- Val

## Bevölkerungsentwicklung
Einwohner

## Geschichte
Die Anfänge der Siedlungsgeschichte liegen im Dunkeln. Möglicherweise bestand bereits eine Langobarden-Siedlung, die auch das obere Tal des Avisio sowie das Fodom umfasste. Im Hochmittelalter bis ins späte 14. Jahrhundert gehörte Rocca Pietore zu Tirol und zur Diözese Brixen. 1395 geriet es in die Abhängigkeit der Stadt Belluno und gehörte damit zur Republik Venedig, wobei es indes eine weitgehende, durch die ladinische Kultur geprägte  Autonomie beibehielt, die 1417 mit den Statuten der Magnifica Comunità Rocca festgeschrieben wurde. 
Nach der napoleonische Eroberung der Republik Venedig 1806 und dem Wiener Kongress 1815 fiel Rocca Pietore an Österreich und 1866 zurück an Italien.
Seit Mitte der 1960er Jahre hat sich die Gemeinde mit dem Bau der Seilbahnen zur Marmolata zunehmend dem Tourismus geöffnet. Sie ist Teil der Initiative Dolomiti Superski. Eine weitere touristische Attraktion ist die Serrai-Schlucht im Ortsteil Sottoguda.

## Die Serrai-Schlucht von Sottoguda

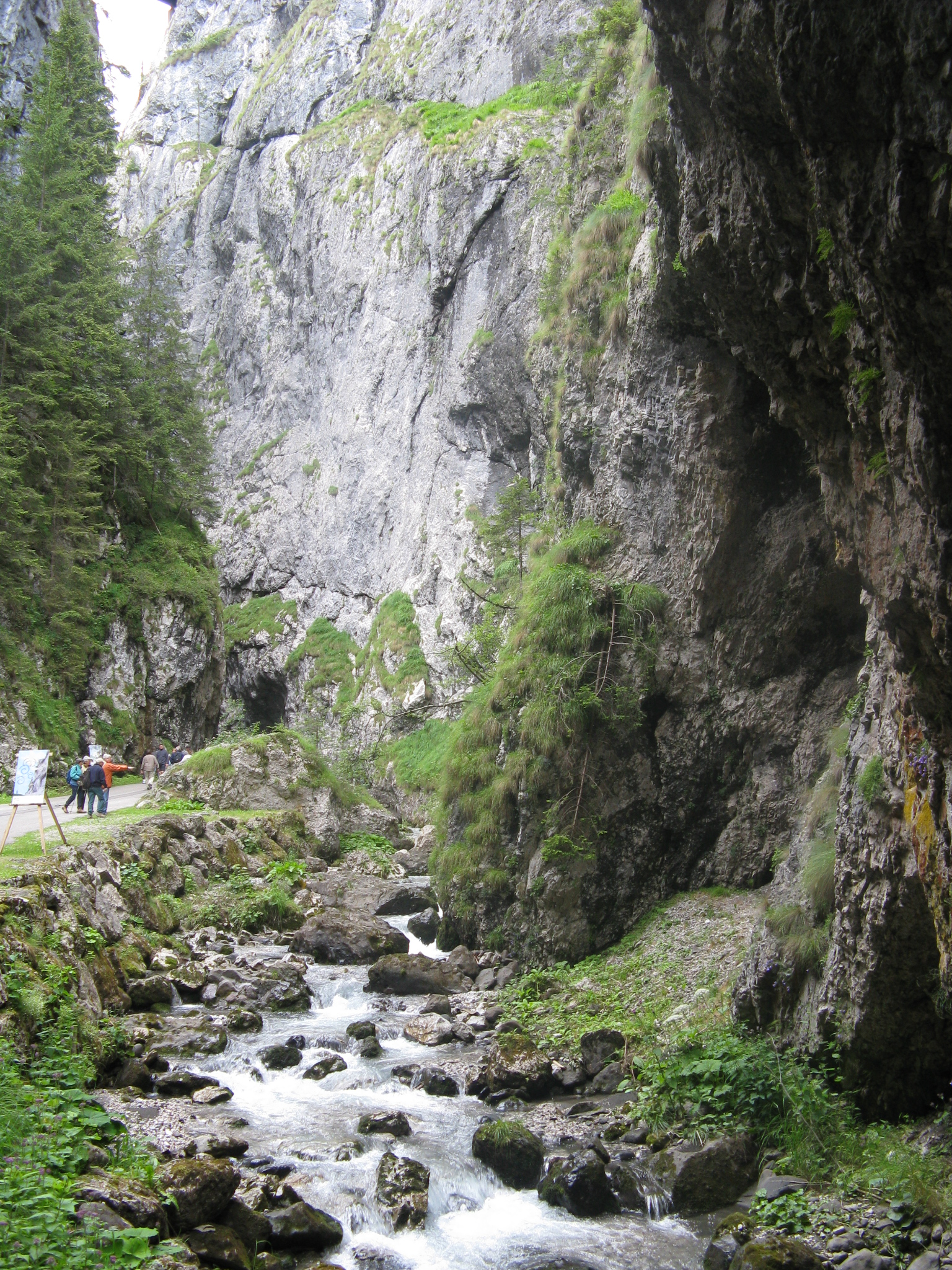
Serrai-Schlucht von Sottoguda

Die Serrai-Schlucht von Sottoguda ist eine ca. 2 Kilometer lange Klamm mit etwa 50 Meter hohen Wänden zwischen Sottoguda und Malga Ciapela. Durch die nur 8 bis 10 m breite Schlucht fließt der Wildbach Pettorina. Die Schlucht ist begehbar oder mit einer Touristenbahn befahrbar.
Am Anfang der Schlucht von Osten kommend sind linksseitig zwei Felskavernen. Sie wurden im Ersten Weltkrieg von der K.u.K.-Armee als Sprengkammern angelegt, um den Durchgang der Schlucht zu verhindern.
Um die Schlucht ranken sich zahlreiche ladinische Dolomitensagen wie beispielsweise diejenige des Schattenkönigs (Ré Ombro), der in einem Schloss aus Alabaster in der Gegend lebte und dessen schöne Tochter Ombretta einen Fürsten heiraten sollte. Da verwandelte die missgünstige Stiefmutter die Königstochter mit Hilfe einer Hexe an ihrem Hochzeitstag in einen Stein.

## Das Schmiedehandwerk
Die Ortsteile Pian und Sottoguda sind international bekannt für das Schmiedehandwerk. In der Hauptstraße von Sottoguda reiht sich ein Handwerksbetrieb an den anderen mit zahlreichen schmiedeeisernen Alltagsgegenständen und Skulpturen.

## Weblinks

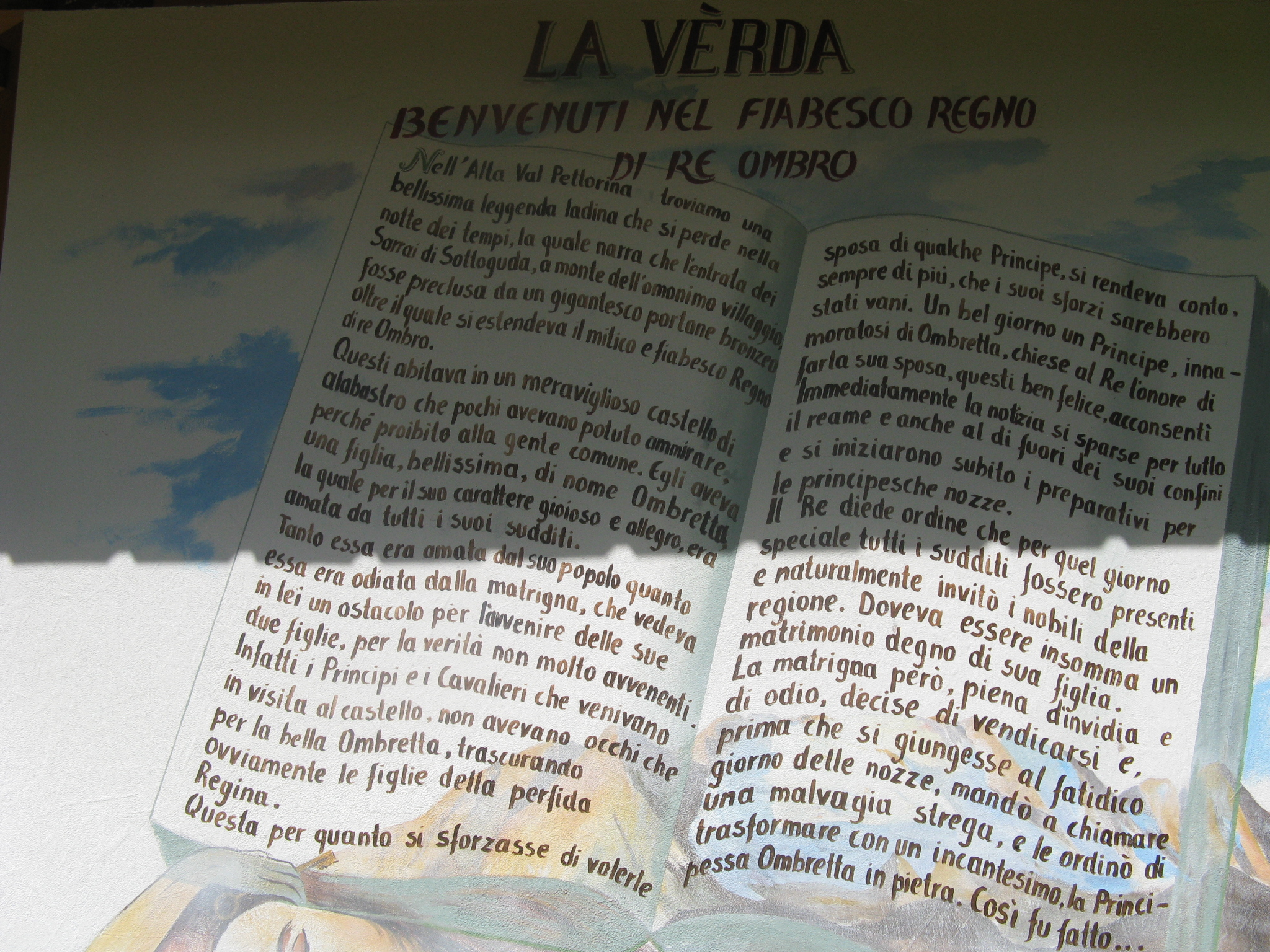
Die Geschichte vom Schattenkönig (Tafel am Schluchteingang)